# Ludwig Stumpfegger
Ludwig Stumpfegger (ur. 11 lipca 1910 w Monachium, zm. 2 maja 1945 w Berlinie) – SS-Obersturmbannführer, w czasie II wojny światowej osobisty lekarz Heinricha Himmlera i Adolfa Hitlera, zbrodniarz wojenny.

## Życiorys
Urodził się w Monachium. W 1933 roku stał się członkiem SS, a w 1935 NSDAP. Przed wojną pracował jako pomocnik doktora Karla Gebhardta w sanatorium w Hohenlychen. Specjalizował się w dziedzinie chirurgii. Dzięki temu znalazł się w sztabie medycznym na letnich Igrzyskach Olimpijskich w Berlinie w 1936 roku oraz zimowych w Garmisch-Partenkirchen w tym samym roku.
W czasie II wojny światowej wraz z Gebhardtem oraz z Fritzem Fischerem i Hertą Oberheuser przeprowadzał eksperymenty pseudomedyczne na więźniarkach w Ravensbrück w zakresie transplantacji kości oraz inne doświadczenia chirurgiczne. W kwietniu 1945 został lekarzem Adolfa Hitlera w bunkrze pod kancelarią Rzeszy. Według niektórych źródeł (zeznania doktora Helmuta Kunza) pomógł otruć dzieci Goebbelsów.
1 maja uciekł wraz z Martinem Bormannem oraz Arthurem Axmannem z bunkra Hitlera. Najprawdopodobniej zginął w czasie walk o Berlin niedaleko stacji kolejowej Lehrter. W 1972 roku znaleziono blisko tej stacji dwa szkielety i zidentyfikowano je jako należące do Bormanna i Stumpfeggera. W czaszkach obu szkieletów znaleziono drobiny szkła po kapsułkach kwasu pruskiego (cyjanowodoru), co oznaczałoby, iż obaj popełnili samobójstwo przez zażycie tej trucizny.